# Енсхеде
Енсхеде (хол. Enschede, доњ. сакс. Eanske) је највећи град провинције Оверејсел. Налази се на истоку Холандије уз саму границу са Немачком. Крајем 2010. Енсхеде је имао 157.797 станвоника. 
Регија у којој се налази Енсхеде зове се Твенте, а то име носи и локални фудбалски клуб. 

## Становништво
Према процени, у граду је 2008. живело 149.505 становника.
| 1980.   | 1990.   | 2000.   | 2008.   |
| ------- | ------- | ------- | ------- |
| 143.042 | 146.010 | 149.505 | 154.760 |